# Robertsbridge
Robertsbridge est un village anglais située dans la paroisse civile de Salehurst and Robertsbridge dans le comté du Sussex de l'Est.
En 2010, sa population était de 2 641 habitants.

## Traduction
- (en) Cet article est partiellement ou en totalité issu de l’article de Wikipédia en anglais intitulé « Robertsbridge » (voir la liste des auteurs).